# Finsidenbi
Finsidenbi (Colletes impunctatus) är en biart som beskrevs av Nylander 1852. Finsidenbi ingår i släktet sidenbin, och familjen korttungebin.

## Beskrivning
Arten är svår att skilja från andra sidenbin, speciellt väggsidenbi och florsidenbi, som har samma, nästan nakna bakkropp. Det bästa kännetecknet är att kinden är mycket längre än hos andra sidenbin, men för det krävs ingående kunskaper rörande sidenbinas utseende. Huvudet och mellankroppens ovansidor är gråbruna, medan sidor och buk är vitaktiga. Bakkroppen är nästan hårlös, förutom smala, ljusgrå hårband längs tergiternas bakkanter. Kroppslängden är 8 till 10 mm.

## Ekologi
Habitatet utgörs av gles barrskog på morän- och sandjord, såväl i inlandet som i kusttrakter, sanddyner, risvegetation på rullstensåsar och i bergsterräng, gärna stenig sådan. I Alperna förekommer arten på höjder mellan 1 200 och 3 000 meter. Arten är egentligen polylektisk, den flyger till blommande växter från många olika familjer, men den stora merparten av alla blombesök sker till ärtväxter, exempelvis vitklöver. Andra dokumenterade näringsväxter är mjölon och lingon (båda från familjen ljungväxter), sandtrav (korsblommiga växter), ärenpris (lejongapsväxter) och ögontröster (snyltrotsväxter). Flygtiden varar från juni till juli, längst i norr även in i augusti.
Honan gräver ut boet i förhållandevis lös sand i söderläge. Det förekommer att boet parasiteras av skogsfiltbi, sandfiltbiets nordliga underart Epeolus alpinus glacialis, vars hona lägger ägg i finsidenbiets bo, ett ägg per larvcell. Den resulterande larven har i sitt första larvstadium kraftiga käkar som den använder till att förstöra ägget eller döda värdlarven, så att filtbilarven sedan ostört kan leva på den insamlade näringen.

## Utbredning
I Gamla världen förekommer arten i stora delar av västra och centrala Europa, norrut till Norden, söderut till Alperna och Tatrabergen (den undviker dock nästan helt de låglänta områdena i Mellaneuropa), samt österut till Sibirien och Mongoliet. I Nordamerika förekommer den framför allt i Kanada från Québec via Ontario, Manitoba, Alberta, Northwest Territories och Yukon samt i den allra nordligaste delen av USA:s huvudområde från New England längs gränsen mot Kanada till North Dakota, samt via Kanada till sydvästra Alaska.
I Sverige förekommer arten i hela landet med undantag för Blekinge, Öland (den finns dock på Gotland inklusive Gotska Sandön och Fårö), Dalsland, Härjedalen och Pite lappmark.
I Finland förekommer arten i hela landet, men glesare norr om Norra Österbotten.

## Status
Globalt är arten rödlistad som sårbar ("VU") av IUCN, och populationen minskar. Främsta orsakerna är habitatförlust till följd av turism samt klimatförändring. Vare sig i Sverige eller Finland är emellertid arten rödlistad, utan den är klassificerad som livskraftig ("LC") i båda länderna.

## Underarter
Arten delas in i följande underarter:
- C. i. impunctatus
- C. i. lacustris